# Get It Off
A Get It Off Monica amerikai énekesnő második kislemeze negyedik, After the Storm című stúdióalbumáról. Dupla A-oldalas kislemezként is megjelent a Knock Knock című számmal. Felhasznál egy részletet Strafe Set It Off című számából (1984). A dalban Dirtbag rappel. A Get It Off a Billboard Hot 100 slágerlistára nem került fel, de a Hot Dance Music/Club Play listán a 13. helyig jutott.
Külön videóklip nem készült a dalhoz, de egy részlete szerepel a Knock Knock videóklipjében.

## Számlista
DVD kislemez (USA)
1. Knock Knock/Get It Off (videóklip)
2. So Gone (videóklip)
3. Knock Knock (Live Video from Session@AOL)

12" maxi kislemez (USA)
1. Get It Off (That Kid Chris Gets U Off Mix) – 8:15
2. Knock Knock (Planet Funk Posillipo Mix) – 8:46

## Helyezések
| Slágerlista (2003)                      | Legmagasabb helyezés |
| --------------------------------------- | -------------------- |
| USA Billboard Hot Dance Music/Club Play | 13                   |
| USA Billboard Hot R&B/Hip Hop Singles   | 103                  |
| USA Billboard Rhythmic Top40            | 31                   |
| World Dance Top 30 Singles              | 23                   |